# Serie A 2014 (pallapugno)
La Serie A 2014, chiamata per ragioni di sponsorizzazione Serie A Trofeo Cantine Manfredi, è stata la 93ª edizione del massimo campionato italiano di pallapugno maschile.

## Regolamento
Le squadre disputano un girone all'italiana, con gare di andata e ritorno, per un totale di ventidue giornate, dove la vittoria vale 1 punto in classifica; al termine della regular season:
- le prime sei classificate accedono ai play-off e iniziano un nuovo girone all'italiana, con gare di andata e ritorno, per un totale di dieci giornate, dove la vittoria vale 2 punti in classifica; le squadre posizionate dal settimo all'ultimo posto accedono ai play-out, che si svolgono con un altro girone all'italiana, con gare di andata e ritorno, per un totale di dieci giornate.
- Le prime tre classificate dei play-off accedono direttamente alle semifinali scudetto; le squadre classificate dal quarto al sesto posto nei play-off accedono alle semifinali di spareggio per l'ultimo posto disponibile, insieme con la prima classificata dei play-out, con gli abbinamenti 4ª play-off - 1ª play-out e 5ª play-off - 6ª play-off; l'ultima classificata dei play-out retrocede in Serie B.
- Le squadre qualificate per le semifinali, organizzate con gli abbinamenti 1ª play-off - vincente spareggi e 2ª play-off - 3ª play-off, si affrontano in gare di andata e ritorno, più eventuale spareggio in caso di una vittoria per parte; le due squadre vincenti si affrontano nella finale per l'assegnazione dello scudetto, che si svolge allo stesso modo delle semifinali.

Le squadre classificate dal primo all'ottavo posto al termine del girone d'andata della regular season sono qualificate per la Coppa Italia; la squadra campione d'Italia acquista il diritto a partecipare alla Supercoppa italiana.

## Squadre partecipanti
La presentazione delle 11 società partecipanti è stata effettuata a Farigliano, in provincia di Cuneo, il 29 marzo 2014. Le due squadre neopromosse dalla Serie B, la Castagnole Lanze e la Neivese, promosse in quanto finaliste nella stagione passata, hanno rinunciato alla partecipazione; la Merlese e la Monticellese partecipano al campionato in seguito all'acquisizione dei diritti.
| Club                                                           | Capitano          | Città                                      |
| -------------------------------------------------------------- | ----------------- | ------------------------------------------ |
| Araldica Albese                                                | Massimo Vacchetto | Alba (CN)                                  |
| Poggio Sciacquatrici Santero Vini Audi Zentrum Augusto Manzo   | Roberto Corino    | Santo Stefano Belbo (CN)                   |
| Torronalba Canalese                                            | Bruno Campagno    | Canale (CN)                                |
| Imperiese                                                      | Matteo Levratto   | Dolcedo (IM)                               |
| Merlese                                                        | Paolo Danna       | Mondovì (CN)                               |
| Grappa di Rosignano Monferrina                                 | Luca Galliano     | Vignale Monferrato (AL)                    |
| Surrauto Bogliano Monticellese                                 | Andrea Dutto      | Monticello d'Alba (CN)                     |
| Bcc Pianfei Rocca de' Baldi Pro Paschese                       | Marco Fenoglio    | Madonna del Pasco (Villanova Mondovì) (CN) |
| Araldica Verallia Pro Spigno                                   | Paolo Vacchetto   | Spigno Monferrato (AL)                     |
| Contratto Le Bollicine Piemontesi Subalcuneo                   | Federico Raviola  | Cuneo                                      |
| Eataly Porro Calcestruzzo Italiana Assicurazioni Virtus Langhe | Daniel Giordano   | Dogliani (CN)                              |

## Torneo

### Prima Fase

#### Classifica finale
|    | Club          | P  | G  | V  | P  | GV  | GP  | DG  |
| -- | ------------- | -- | -- | -- | -- | --- | --- | --- |
| 1  | Albese        | 15 | 20 | 15 | 5  | 201 | 132 | +69 |
| 2  | Canalese      | 14 | 20 | 14 | 6  | 194 | 149 | +45 |
| 3  | Augusto Manzo | 13 | 20 | 13 | 7  | 185 | 154 | +31 |
| 4  | Pro Spigno    | 11 | 20 | 11 | 9  | 189 | 170 | +19 |
| 5  | Imperiese     | 11 | 20 | 11 | 9  | 180 | 175 | +5  |
| 6  | Monticellese  | 11 | 20 | 11 | 9  | 160 | 173 | -13 |
| 7  | Monferrina    | 10 | 20 | 10 | 10 | 163 | 159 | +4  |
| 8  | Subalcuneo    | 10 | 20 | 10 | 10 | 165 | 167 | -2  |
| 9  | Virtus Langhe | 8  | 20 | 8  | 12 | 161 | 187 | -26 |
| 10 | Merlese       | 5  | 20 | 5  | 15 | 158 | 194 | -36 |
| 11 | Pro Paschese  | 2  | 20 | 2  | 18 | 116 | 212 | -96 |

#### Risultati
| 1ª giornata | 1ª giornata | 1ª giornata                  | 11ª giornata | 11ª giornata |
|             |             |                              |              |              |
| 05 apr.     | 11 - 3      | Canalese - Merlese           | 11 - 5       | 08 giu.      |
| 06 apr.     | 10 - 11     | Augusto Manzo - Monticellese | 11 - 4       | 06 giu.      |
| 06 apr.     | 11 - 7      | Albese - Imperiese           | 8 - 11       | 07 giu.      |
| 05 apr.     | 11 - 6      | Subalcuneo - Pro Spigno      | 4 - 11       | 07 giu.      |
| 06 apr.     | 6 - 11      | Pro Paschese - Virtus Langhe | 4 - 11       | 07 giu.      |
|             |             | Riposa: Monferrina           |              |              |

| 2ª giornata | 2ª giornata | 2ª giornata               | 13ª giornata | 13ª giornata |
|             |             |                           |              |              |
| 13 apr.     | 6 - 11      | Virtus Langhe - Albese    | 11 - 9       | 16 giu.      |
| 13 apr.     | 9 - 11      | Pro Spigno - Pro Paschese | 11 - 3       | 14 giu.      |
| 12 apr.     | 11 - 6      | Monticellese - Subalcuneo | 3 - 11       | 13 giu.      |
| 12 apr.     | 5 - 11      | Merlese - Augusto Manzo   | 7 - 11       | 14 giu.      |
| 12 apr.     | 11 - 4      | Imperiese - Monferrina    | 11 - 10      | 15 giu.      |
|             |             | Riposa: Canalese          |              |              |

| 1ª giornata | 1ª giornata | 1ª giornata                  | 11ª giornata | 11ª giornata |
|             |             |                              |              |              |
| 05 apr.     | 11 - 3      | Canalese - Merlese           | 11 - 5       | 08 giu.      |
| 06 apr.     | 10 - 11     | Augusto Manzo - Monticellese | 11 - 4       | 06 giu.      |
| 06 apr.     | 11 - 7      | Albese - Imperiese           | 8 - 11       | 07 giu.      |
| 05 apr.     | 11 - 6      | Subalcuneo - Pro Spigno      | 4 - 11       | 07 giu.      |
| 06 apr.     | 6 - 11      | Pro Paschese - Virtus Langhe | 4 - 11       | 07 giu.      |
|             |             | Riposa: Monferrina           |              |              |

| 2ª giornata | 2ª giornata | 2ª giornata               | 13ª giornata | 13ª giornata |
|             |             |                           |              |              |
| 13 apr.     | 6 - 11      | Virtus Langhe - Albese    | 11 - 9       | 16 giu.      |
| 13 apr.     | 9 - 11      | Pro Spigno - Pro Paschese | 11 - 3       | 14 giu.      |
| 12 apr.     | 11 - 6      | Monticellese - Subalcuneo | 3 - 11       | 13 giu.      |
| 12 apr.     | 5 - 11      | Merlese - Augusto Manzo   | 7 - 11       | 14 giu.      |
| 12 apr.     | 11 - 4      | Imperiese - Monferrina    | 11 - 10      | 15 giu.      |
|             |             | Riposa: Canalese          |              |              |

| 3ª giornata | 3ª giornata | 3ª giornata                 | 14ª giornata | 14ª giornata |
|             |             |                             |              |              |
| 19 apr.     | 11 - 9      | Augusto Manzo - Canalese    | 11 - 7       | 18 giu.      |
| 21 apr.     | 10 - 11     | Albese - Pro Spigno         | 3 - 11       | 19 giu.      |
| 20 apr.     | 11 - 3      | Monferrina - Virtus Langhe  | 5 - 11       | 19 giu.      |
| 21 apr.     | 4 - 11      | Subalcuneo - Merlese        | 11 - 10      | 17 giu.      |
| 19 apr.     | 4 - 11      | Pro Paschese - Monticellese | 7 - 11       | 17 giu.      |
|             |             | Riposa: Imperiese           |              |              |

| 4ª giornata | 4ª giornata | 4ª giornata               | 15ª giornata | 15ª giornata |
|             |             |                           |              |              |
| 25 apr.     | 11 - 7      | Canalese - Subalcuneo     | 11 - 6       | 21 giu.      |
| 27 apr.     | 11 - 6      | Virtus Langhe - Imperiese | 11 - 8       | 22 giu.      |
| 27 apr.     | 6 - 11      | Pro Spigno - Monferrina   | 8 - 11       | 22 giu.      |
| 26 apr.     | 4 - 11      | Monticellese - Albese     | 2 - 11       | 23 giu.      |
| 26 apr.     | 11 - 5      | Merlese - Pro Paschese    | 11 - 7       | 20 giu.      |
|             |             | Riposa: Augusto Manzo     |              |              |

| 3ª giornata | 3ª giornata | 3ª giornata                 | 14ª giornata | 14ª giornata |
|             |             |                             |              |              |
| 19 apr.     | 11 - 9      | Augusto Manzo - Canalese    | 11 - 7       | 18 giu.      |
| 21 apr.     | 10 - 11     | Albese - Pro Spigno         | 3 - 11       | 19 giu.      |
| 20 apr.     | 11 - 3      | Monferrina - Virtus Langhe  | 5 - 11       | 19 giu.      |
| 21 apr.     | 4 - 11      | Subalcuneo - Merlese        | 11 - 10      | 17 giu.      |
| 19 apr.     | 4 - 11      | Pro Paschese - Monticellese | 7 - 11       | 17 giu.      |
|             |             | Riposa: Imperiese           |              |              |

| 4ª giornata | 4ª giornata | 4ª giornata               | 15ª giornata | 15ª giornata |
|             |             |                           |              |              |
| 25 apr.     | 11 - 7      | Canalese - Subalcuneo     | 11 - 6       | 21 giu.      |
| 27 apr.     | 11 - 6      | Virtus Langhe - Imperiese | 11 - 8       | 22 giu.      |
| 27 apr.     | 6 - 11      | Pro Spigno - Monferrina   | 8 - 11       | 22 giu.      |
| 26 apr.     | 4 - 11      | Monticellese - Albese     | 2 - 11       | 23 giu.      |
| 26 apr.     | 11 - 5      | Merlese - Pro Paschese    | 11 - 7       | 20 giu.      |
|             |             | Riposa: Augusto Manzo     |              |              |

| 5ª giornata | 5ª giornata | 5ª giornata                | 16ª giornata | 16ª giornata |
|             |             |                            |              |              |
| 5 mag.      | 11 - 8      | Albese - Merlese           | 11 - 4       | 26 giu.      |
| 4 mag.      | 11 - 2      | Monferrina - Monticellese  | 4 - 11       | 27 giu.      |
| 3 mag.      | 11 - 5      | Subalcuneo - Augusto Manzo | 11 - 5       | 28 giu.      |
| 1° mag.     | 9 - 11      | Pro Paschese - Canalese    | 5 - 11       | 25 giu.      |
| 3 mag.      | 8 - 11      | Imperiese - Pro Spigno     | 8 - 11       | 27 giu.      |
|             |             | Riposa: Virtus Langhe      |              |              |

| 6ª giornata | 6ª giornata | 6ª giornata                  | 17ª giornata | 17ª giornata |
|             |             |                              |              |              |
| 10 mag.     | 9 - 11      | Canalese - Albese            | 3 - 11       | 30 giu.      |
| 11 mag.     | 5 - 11      | Augusto Manzo - Pro Paschese | 11 - 4       | 2 lug.       |
| 10 mag.     | 11 - 10     | Pro Spigno - Virtus Langhe   | 11 - 5       | 1° lug.      |
| 9 mag.      | 11 - 6      | Monticellese - Imperiese     | 11 - 8       | 1° lug.      |
| 11 mag.     | 7 - 11      | Merlese - Monferrina         | 5 - 11       | 1° lug.      |
|             |             | Riposa: Subalcuneo           |              |              |

| 5ª giornata | 5ª giornata | 5ª giornata                | 16ª giornata | 16ª giornata |
|             |             |                            |              |              |
| 5 mag.      | 11 - 8      | Albese - Merlese           | 11 - 4       | 26 giu.      |
| 4 mag.      | 11 - 2      | Monferrina - Monticellese  | 4 - 11       | 27 giu.      |
| 3 mag.      | 11 - 5      | Subalcuneo - Augusto Manzo | 11 - 5       | 28 giu.      |
| 1° mag.     | 9 - 11      | Pro Paschese - Canalese    | 5 - 11       | 25 giu.      |
| 3 mag.      | 8 - 11      | Imperiese - Pro Spigno     | 8 - 11       | 27 giu.      |
|             |             | Riposa: Virtus Langhe      |              |              |

| 6ª giornata | 6ª giornata | 6ª giornata                  | 17ª giornata | 17ª giornata |
|             |             |                              |              |              |
| 10 mag.     | 9 - 11      | Canalese - Albese            | 3 - 11       | 30 giu.      |
| 11 mag.     | 5 - 11      | Augusto Manzo - Pro Paschese | 11 - 4       | 2 lug.       |
| 10 mag.     | 11 - 10     | Pro Spigno - Virtus Langhe   | 11 - 5       | 1° lug.      |
| 9 mag.      | 11 - 6      | Monticellese - Imperiese     | 11 - 8       | 1° lug.      |
| 11 mag.     | 7 - 11      | Merlese - Monferrina         | 5 - 11       | 1° lug.      |
|             |             | Riposa: Subalcuneo           |              |              |

| 7ª giornata | 7ª giornata | 7ª giornata                  | 18ª giornata | 18ª giornata |
|             |             |                              |              |              |
| 17 mag.     | 11 - 8      | Virtus Langhe - Monticellese | 7 - 11       | 4 lug.       |
| 15 mag.     | 11 - 5      | Albese - Augusto Manzo       | 6 - 11       | 7 lug.       |
| 17 mag.     | 8 - 11      | Monferrina - Canalese        | 2 - 11       | 6 lug.       |
| 16 mag.     | 7 - 11      | Pro Paschese - Subalcuneo    | 3 - 11       | 5 lug.       |
| 17 mag.     | 11 - 9      | Imperiese - Merlese          | 6 - 11       | 6 lug.       |
|             |             | Riposa: Pro Spigno           |              |              |

| 8ª giornata | 8ª giornata | 8ª giornata                | 19ª giornata | 19ª giornata |
|             |             |                            |              |              |
| 20 mag.     | 11 - 5      | Canalese - Imperiese       | 6 - 11       | 12 lug.      |
| 21 mag.     | 11 - 5      | Augusto Manzo - Monferrina | 11 - 7       | 13 lug.      |
| 22 mag.     | 11 - 9      | Monticellese - Pro Spigno  | 4 - 11       | 12 lug.      |
| 21 mag.     | 9 - 11      | Subalcuneo - Albese        | 3 - 11       | 10 lug.      |
| 20 mag.     | 11 - 7      | Merlese - Virtus Langhe    | 9 - 11       | 11 lug.      |
|             |             | Riposa: Pro Paschese       |              |              |

| 7ª giornata | 7ª giornata | 7ª giornata                  | 18ª giornata | 18ª giornata |
|             |             |                              |              |              |
| 17 mag.     | 11 - 8      | Virtus Langhe - Monticellese | 7 - 11       | 4 lug.       |
| 15 mag.     | 11 - 5      | Albese - Augusto Manzo       | 6 - 11       | 7 lug.       |
| 17 mag.     | 8 - 11      | Monferrina - Canalese        | 2 - 11       | 6 lug.       |
| 16 mag.     | 7 - 11      | Pro Paschese - Subalcuneo    | 3 - 11       | 5 lug.       |
| 17 mag.     | 11 - 9      | Imperiese - Merlese          | 6 - 11       | 6 lug.       |
|             |             | Riposa: Pro Spigno           |              |              |

| 8ª giornata | 8ª giornata | 8ª giornata                | 19ª giornata | 19ª giornata |
|             |             |                            |              |              |
| 20 mag.     | 11 - 5      | Canalese - Imperiese       | 6 - 11       | 12 lug.      |
| 21 mag.     | 11 - 5      | Augusto Manzo - Monferrina | 11 - 7       | 13 lug.      |
| 22 mag.     | 11 - 9      | Monticellese - Pro Spigno  | 4 - 11       | 12 lug.      |
| 21 mag.     | 9 - 11      | Subalcuneo - Albese        | 3 - 11       | 10 lug.      |
| 20 mag.     | 11 - 7      | Merlese - Virtus Langhe    | 9 - 11       | 11 lug.      |
|             |             | Riposa: Pro Paschese       |              |              |

| 9ª giornata | 9ª giornata | 9ª giornata               | 20ª giornata | 20ª giornata |
|             |             |                           |              |              |
| 23 mag.     | 7 - 11      | Virtus Langhe - Canalese  | 4 - 11       | 15 lug.      |
| 26 mag.     | 11 - 6      | Albese - Pro Paschese     | 11 - 3       | 17 lug.      |
| 25 mag.     | 11 - 10     | Pro Spigno - Merlese      | 11 - 8       | 15 lug.      |
| 25 mag.     | 11 - 3      | Monferrina - Subalcuneo   | 11 - 6       | 16 lug.      |
| 25 mag.     | 11 - 7      | Imperiese - Augusto Manzo | 11 - 5       | 16 lug.      |
|             |             | Riposa: Monticellese      |              |              |

| 10ª giornata | 10ª giornata | 10ª giornata                  | 21ª giornata | 21ª giornata |
|              |              |                               |              |              |
| 30 mag.      | 11 - 10      | Canalese - Pro Spigno         | 6 - 11       | 19 lug.      |
| 31 mag.      | 11 - 2       | Augusto Manzo - Virtus Langhe | 11 - 9       | 19 lug.      |
| 31 mag.      | 11 - 5       | Subalcuneo - Imperiese        | 7 - 11       | 19 lug.      |
| 29 mag.      | 9 - 11       | Merlese - Monticellese        | 4 - 11       | 18 lug.      |
| 30 mag.      | 7 - 11       | Pro Paschese - Monferrina     | 2 - 11       | 20 lug.      |
|              |              | Riposa: Albese                |              |              |

| 9ª giornata | 9ª giornata | 9ª giornata               | 20ª giornata | 20ª giornata |
|             |             |                           |              |              |
| 23 mag.     | 7 - 11      | Virtus Langhe - Canalese  | 4 - 11       | 15 lug.      |
| 26 mag.     | 11 - 6      | Albese - Pro Paschese     | 11 - 3       | 17 lug.      |
| 25 mag.     | 11 - 10     | Pro Spigno - Merlese      | 11 - 8       | 15 lug.      |
| 25 mag.     | 11 - 3      | Monferrina - Subalcuneo   | 11 - 6       | 16 lug.      |
| 25 mag.     | 11 - 7      | Imperiese - Augusto Manzo | 11 - 5       | 16 lug.      |
|             |             | Riposa: Monticellese      |              |              |

| 10ª giornata | 10ª giornata | 10ª giornata                  | 21ª giornata | 21ª giornata |
|              |              |                               |              |              |
| 30 mag.      | 11 - 10      | Canalese - Pro Spigno         | 6 - 11       | 19 lug.      |
| 31 mag.      | 11 - 2       | Augusto Manzo - Virtus Langhe | 11 - 9       | 19 lug.      |
| 31 mag.      | 11 - 5       | Subalcuneo - Imperiese        | 7 - 11       | 19 lug.      |
| 29 mag.      | 9 - 11       | Merlese - Monticellese        | 4 - 11       | 18 lug.      |
| 30 mag.      | 7 - 11       | Pro Paschese - Monferrina     | 2 - 11       | 20 lug.      |
|              |              | Riposa: Albese                |              |              |

| \| 11ª giornata \| 11ª giornata \| 11ª giornata \| 22ª giornata \| 22ª giornata \| \| \| \| \| \| \| \| 4 giu. \| 10 - 11 \| Virtus Langhe - Subalcuneo \| 3 - 11 \| 25 lug.[20] \| \| 3 giu. \| 6 - 11 \| Pro Spigno - Augusto Manzo \| 6 - 11 \| 25 lug.[21] \| \| 2 giu. \| 7 - 11 \| Monticellese - Canalese \| 5 - 11 \| 25 lug.[22] \| \| 2 giu. \| 3 - 11 \| Monferrina - Albese \| 5 - 11 \| 25 lug.[21] \| \| 3 giu. \| 11 - 9 \| Imperiese - Pro Paschese \| 11 - 3 \| 25 lug.[22] \| \| \| \| Riposa: Merlese \| \| \| |              |                            |              |              |
| 11ª giornata | 11ª giornata | 11ª giornata               | 22ª giornata | 22ª giornata |
| |              |                            |              |              |
| 4 giu. | 10 - 11      | Virtus Langhe - Subalcuneo | 3 - 11       | 25 lug.      |
| 3 giu. | 6 - 11       | Pro Spigno - Augusto Manzo | 6 - 11       | 25 lug.      |
| 2 giu. | 7 - 11       | Monticellese - Canalese    | 5 - 11       | 25 lug.      |
| 2 giu. | 3 - 11       | Monferrina - Albese        | 5 - 11       | 25 lug.      |
| 3 giu. | 11 - 9       | Imperiese - Pro Paschese   | 11 - 3       | 25 lug.      |
| |              | Riposa: Merlese            |              |              |

| 11ª giornata | 11ª giornata | 11ª giornata               | 22ª giornata | 22ª giornata |
|              |              |                            |              |              |
| 4 giu.       | 10 - 11      | Virtus Langhe - Subalcuneo | 3 - 11       | 25 lug.      |
| 3 giu.       | 6 - 11       | Pro Spigno - Augusto Manzo | 6 - 11       | 25 lug.      |
| 2 giu.       | 7 - 11       | Monticellese - Canalese    | 5 - 11       | 25 lug.      |
| 2 giu.       | 3 - 11       | Monferrina - Albese        | 5 - 11       | 25 lug.      |
| 3 giu.       | 11 - 9       | Imperiese - Pro Paschese   | 11 - 3       | 25 lug.      |
|              |              | Riposa: Merlese            |              |              |

### Play-off

#### Classifica finale
|   | Club          | P  | G  | V | P | GF  | GP  | DG  |
| - | ------------- | -- | -- | - | - | --- | --- | --- |
| 1 | Albese        | 31 | 10 | 8 | 2 | 103 | 60  | +43 |
| 2 | Canalese      | 30 | 10 | 8 | 2 | 99  | 70  | +29 |
| 3 | Augusto Manzo | 25 | 10 | 6 | 4 | 85  | 80  | +5  |
| 4 | Pro Spigno    | 19 | 10 | 4 | 6 | 84  | 91  | -7  |
| 5 | Monticellese  | 15 | 10 | 2 | 8 | 68  | 97  | -29 |
| 6 | Imperiese     | 15 | 10 | 2 | 8 | 65  | 106 | -41 |

#### Risultati
| 1ª (andata) | 1ª (andata) | 1ª giornata               | 6ª (ritorno) | 6ª (ritorno) |
|             |             |                           |              |              |
| 1° ago.     | 11 - 10     | Canalese - Monticellese   | 11 - 1       | 26 ago.      |
| 2 ago.      | 11 - 3      | Augusto Manzo - Imperiese | 11 - 3       | 27 ago.      |
| 4 ago.      | 11 - 6      | Albese - Pro Spigno       | 11 - 6       | 26 ago.      |

| 2ª (andata) | 2ª (andata) | 2ª giornata                | 7ª (ritorno) | 7ª (ritorno) |
|             |             |                            |              |              |
| 8 ago.      | 4 - 11      | Monticellese - Albese      | 2 - 11       | 6 set.       |
| 9 ago.      | 8 - 11      | Imperiese - Canalese       | 7 - 11       | 7 set.       |
| 10 ago.     | 11 - 6      | Augusto Manzo - Pro Spigno | 11 - 9       | 7 set.       |

| 1ª (andata) | 1ª (andata) | 1ª giornata               | 6ª (ritorno) | 6ª (ritorno) |
|             |             |                           |              |              |
| 1° ago.     | 11 - 10     | Canalese - Monticellese   | 11 - 1       | 26 ago.      |
| 2 ago.      | 11 - 3      | Augusto Manzo - Imperiese | 11 - 3       | 27 ago.      |
| 4 ago.      | 11 - 6      | Albese - Pro Spigno       | 11 - 6       | 26 ago.      |

| 2ª (andata) | 2ª (andata) | 2ª giornata                | 7ª (ritorno) | 7ª (ritorno) |
|             |             |                            |              |              |
| 8 ago.      | 4 - 11      | Monticellese - Albese      | 2 - 11       | 6 set.       |
| 9 ago.      | 8 - 11      | Imperiese - Canalese       | 7 - 11       | 7 set.       |
| 10 ago.     | 11 - 6      | Augusto Manzo - Pro Spigno | 11 - 9       | 7 set.       |

| 3ª (andata) | 3ª (andata) | 3ª giornata                  | 8ª (ritorno) | 8ª (ritorno) |
|             |             |                              |              |              |
| 12 ago.     | 11 - 5      | Albese - Canalese            | 10 - 11      | 10 set.      |
| 13 ago.     | 11 - 8      | Pro Spigno - Imperiese       | 10 - 11      | 10 set.      |
| 15 ago.     | 5 - 11      | Augusto Manzo - Monticellese | 11 - 10      | 11 set.      |

| 4ª (andata) | 4ª (andata) | 4ª giornata               | 9ª (ritorno) | 9ª (ritorno) |
|             |             |                           |              |              |
| 18 ago.     | 11 - 5      | Albese - Imperiese        | 11 - 5       | 13 set.      |
| 19 ago.     | 11 - 7      | Canalese - Augusto Manzo  | 11 - 2       | 14 set.      |
| 20 ago.     | 3 - 11      | Monticellese - Pro Spigno | 8 - 11       | 15 set.      |

| 5ª (andata) | 5ª (andata) | 5ª giornata              | 10ª (ritorno) | 10ª (ritorno) |
|             |             |                          |               |               |
| 22 ago.     | 11 - 5      | Augusto Manzo - Albese   | 5 - 11        | 19 set.       |
| 23 ago.     | 4 - 11      | Imperiese - Monticellese | 11 - 8        | 19 set.       |
| 23 ago.     | 11 - 6      | Pro Spigno - Canalese    | 3 - 11        | 19 set.       |

| 5ª (andata) | 5ª (andata) | 5ª giornata              | 10ª (ritorno) | 10ª (ritorno) |
|             |             |                          |               |               |
| 22 ago.     | 11 - 5      | Augusto Manzo - Albese   | 5 - 11        | 19 set.       |
| 23 ago.     | 4 - 11      | Imperiese - Monticellese | 11 - 8        | 19 set.       |
| 23 ago.     | 11 - 6      | Pro Spigno - Canalese    | 3 - 11        | 19 set.       |

### Play-out

#### Classifica finale
|    | Club          | P  | G | V | P | GF | GP | DG  |
| -- | ------------- | -- | - | - | - | -- | -- | --- |
| 7  | Monferrina    | 22 | 8 | 6 | 2 | 83 | 51 | +32 |
| 8  | Subalcuneo    | 22 | 8 | 6 | 2 | 77 | 54 | +23 |
| 9  | Virtus Langhe | 18 | 8 | 5 | 3 | 75 | 61 | +14 |
| 10 | Merlese       | 7  | 8 | 1 | 7 | 41 | 81 | -40 |
| 11 | Pro Paschese  | 6  | 8 | 2 | 6 | 51 | 80 | -29 |

#### Risultati
| 1ª giornata | 1ª giornata | 1ª giornata               | 6ª giornata | 6ª giornata |
|             |             |                           |             |             |
| 1° ago.     | 11 - 3      | Subalcuneo - Merlese      | 11 - 5      | 26 ago.     |
| 2 ago.      | 11 - 6      | Monferrina - Pro Paschese | 11 - 5      | 27 ago.     |
|             |             | Riposa: Virtus Langhe     |             |             |

| 2ª giornata | 2ª giornata | 2ª giornata                  | 7ª giornata | 7ª giornata |
|             |             |                              |             |             |
| 8 ago.      | 6 - 11      | Pro Paschese - Virtus Langhe | 6 - 11      | 1º set.     |
| 10 ago.     | 6 - 11      | Merlese - Monferrina         | 3 - 11      | 31 ago.     |
|             |             | Riposa: Subalcuneo           |             |             |

| 1ª giornata | 1ª giornata | 1ª giornata               | 6ª giornata | 6ª giornata |
|             |             |                           |             |             |
| 1° ago.     | 11 - 3      | Subalcuneo - Merlese      | 11 - 5      | 26 ago.     |
| 2 ago.      | 11 - 6      | Monferrina - Pro Paschese | 11 - 5      | 27 ago.     |
|             |             | Riposa: Virtus Langhe     |             |             |

| 2ª giornata | 2ª giornata | 2ª giornata                  | 7ª giornata | 7ª giornata |
|             |             |                              |             |             |
| 8 ago.      | 6 - 11      | Pro Paschese - Virtus Langhe | 6 - 11      | 1º set.     |
| 10 ago.     | 6 - 11      | Merlese - Monferrina         | 3 - 11      | 31 ago.     |
|             |             | Riposa: Subalcuneo           |             |             |

| 3ª giornata | 3ª giornata | 3ª giornata                | 8ª giornata | 8ª giornata |
|             |             |                            |             |             |
| 13 ago.     | 9 - 11      | Virtus Langhe - Subalcuneo | 4 - 11      | 6 set.      |
| 14 ago.     | 11 - 4      | Merlese - Pro Paschese     | 5 - 11      | 5 set.      |
|             |             | Riposa: Monferrina         |             |             |

| 4ª giornata | 4ª giornata | 4ª giornata                | 9ª giornata | 9ª giornata |
|             |             |                            |             |             |
| 18 ago.     | 8 - 11      | Monferrina - Virtus Langhe | 11 - 7      | 13 set.     |
| 19 ago.     | 2 - 11      | Pro Paschese - Subalcuneo  | 11 - 9      | 12 set.     |
|             |             | Riposa: Merlese            |             |             |

| \| 5ª giornata \| 5ª giornata \| 5ª giornata \| 10ª giornata \| 10ª giornata \| \| \| \| \| \| \| \| 22 ago. \| 11 - 9 \| Subalcuneo - Monferrina \| 2 - 11 \| 19 set.[25] \| \| 23 ago. \| 11 - 3 \| Virtus Langhe - Merlese \| 11 - 5 \| 19 set. \| \| \| \| Riposa: Pro Paschese \| \| \| |             |                         |              |              |
| 5ª giornata | 5ª giornata | 5ª giornata             | 10ª giornata | 10ª giornata |
| |             |                         |              |              |
| 22 ago. | 11 - 9      | Subalcuneo - Monferrina | 2 - 11       | 19 set.      |
| 23 ago. | 11 - 3      | Virtus Langhe - Merlese | 11 - 5       | 19 set.      |
| |             | Riposa: Pro Paschese    |              |              |

| 5ª giornata | 5ª giornata | 5ª giornata             | 10ª giornata | 10ª giornata |
|             |             |                         |              |              |
| 22 ago.     | 11 - 9      | Subalcuneo - Monferrina | 2 - 11       | 19 set.      |
| 23 ago.     | 11 - 3      | Virtus Langhe - Merlese | 11 - 5       | 19 set.      |
|             |             | Riposa: Pro Paschese    |              |              |

#### Spareggio per il primo posto
È stato disputato uno spareggio fra Monferrina e Subalcuneo per il primo posto nei play-out.
| Subalcuneo | Monferrina | 4-11 |

## Fase Finale

### Spareggi Play-off
| Pro Spigno   | Monferrina | 7-11 |
| Monticellese | Imperiese  | 11-9 |

| Monferrina | Monticellese | 11-6 |

### Finali Scudetto
| Squadra 1 | Squadra 2     | Andata | Ritorno |
| --------- | ------------- | ------ | ------- |
| Albese    | Monferrina    | 11-1   | 11-4    |
| Canalese  | Augusto Manzo | 11-6   | 11-8    |

| Squadra 1 | Squadra 2 | Andata | Ritorno | Spareggio |
| --------- | --------- | ------ | ------- | --------- |
| Albese    | Canalese  | 11-5   | 2-11    | 7-11      |

## Squadra Campione d'Italia
Torronalba Canalese
- Battitore: Bruno Campagno
- Spalla: Stefano Boffa
- Terzini: Mariano Papone, Daniele Panuello